# Jaume Pere (d'Aragó i Nicolau)
Jaume Pere (en aragonès: Jaime Pérez) (v. 1258-1308) fou almirall de l'Armada Reial del senyor rei d'Aragó i senyor de Sogorb.

## Ascendents
Fill natural del rei Pere el Gran i d'una dama anomenada Maria Nicolau; aquesta relació tingué lloc abans del matrimoni del rei amb Constança de Sicília. Era germà de Joan Pere i Beatriu Pere.

## Matrimoni i descendents
- 1. ∞ Sança Fernández, filla de Fernando Díaz.[2]
  - 1. Constança Pérez Fernández. Casada amb Artal de Luna y Urrea, 8è Senyor de Luna

## Senyor de Sogorb
El seu pare el rei en Pere III d'Aragó creà el 21 de novembre de 1279 la Senyoria de Sogorb, concedint-la en feu al seu fill Jaume Pere, però retenint el domini directe: si moria sense successió, retornaria a la Corona. Vers aquesta època Sogorb fou colonitzada sota furs catalans, que foren abandonats el 1283.

## Almirall de la flota
Amb data 21 d'agost del 1280 hi ha un document on el rei en Pere el Gran parla del seu fill que ja tenia el càrrec d'almirall.

## Guerra de Sicília
Durant la revolta nobiliària contra Pere el Gran lluità al Setge de Balaguer (1280) i aquell mateix any fou nomenat almirall. Amb aquest càrrec participà en la guerra de Sicília (1282-1289) i lluità en la Combat de Nicòtena (1282); el 1283 però, fou destituït pel seu pare el rei en Pere III d'Aragó per no haver seguit puntualment les seves ordres en la incursió a Calàbria (1283), on perdé algunes naus i almogàvers. Fou succeït en el càrrec d'almirall per Roger de Llúria.

## Alcaid de Tremissèn
Segons l'acord entre Pere el Gran i Abu-Saïd Uthman I de Tremissèn, la Corona d'Aragó tenia permís per establir una companyia d'armes, un alcaid i un almoixerif per tal de vigilar el seu comerç. En data indeterminada Jaume Pere fou enviar pel seu pare com a alcaid de Tremissèn al capdavant de la companyia d'armes allí establerta. El seu pare el rei Pere el Gran morí el 1285 i durant el regnat d'Alfons el Franc continuà com a alcaid de Tremissèn.

## Campanya de Múrcia
El 1291 començà el regnat de Jaume el Just, el seu germanastre. Sembla que participà en la campanya de Múrcia (1296), d'on el rei l'hauria nomenat procurador i governador reial.